# Cryptoscatomaseter utopensis
Cryptoscatomaseter utopensis är en skalbaggsart som beskrevs av Robert Warner och Paul E.Skelley 2006. Cryptoscatomaseter utopensis ingår i släktet Cryptoscatomaseter och familjen Aphodiidae. Inga underarter finns listade i Catalogue of Life.